# Stenella tristaniae
Stenella tristaniae är en svampart som beskrevs av B. Huguenin 1966. Stenella tristaniae ingår i släktet Stenella, och familjen Mycosphaerellaceae. Inga underarter finns listade i Catalogue of Life.